# Hwidiem

Hwidiem är en ort i västra Ghana. Den är huvudort för distriktet Asutifi South, och folkmängden uppgick till 7 864 invånare vid folkräkningen 2010.